# لورانس غوان
لورانس غوان (بالإنجليزية: Lawrence Gowan)‏ هو مغني وموسيقي كندي اسكتلندي ولد في يوم 22 نوفمبر 1956 في غلاسكو في اسكتلندا. بدأ الغناء في سنة 1974 وأنتج عشرة ألبومات.